# G. Lloyd Spencer

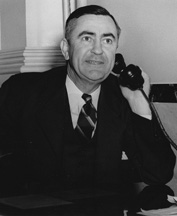
G. Lloyd Spencer

George Lloyd Spencer, född 27 mars 1893 i Sarcoxie i Missouri, död 14 januari 1981 i Hope i Arkansas, var en amerikansk demokratisk politiker. Han representerade delstaten Arkansas i USA:s senat mellan 1 april 1941 och 3 januari 1943.
Spencer flyttade 1902 till Okolona, Arkansas och studerade vid Henderson College i Arkadelphia. Han flyttade till Hope, Arkansas 1921 och var där verksam inom bankverksamhet och jordbruk.
Spencer tjänstgjorde i USA:s flotta både under första världskriget (som sjöman 1918), och under andra världskriget (som officer från 1943). Under mellankrigstiden hade han blivit reservofficer i flottan.
Senator John E. Miller avgick 1941 och Spencer blev utnämnd till senaten. Han bestämde sig för att inte kandidera i 1942 års senatsval, eftersom han föredrog tjänstgöring i flottan.
Hans grav finns på Rose Hill Cemetery i Hope, Arkansas.